# 圓標

法國空軍國籍標誌（第一次世界大戰期間使用）

圓標（英語：Roundel）是指以圓形為基底製作的標誌或符號。以軍用航空飛行器的國籍標誌為代表，倫敦地鐵等公司亦有採用。
軍用機最初使用的圓標是第一次世界大戰中法軍使用者，將法國國旗變形為圓型而成。英联邦諸國空軍則將英國皇家空軍的圓標中心變更後以國籍標誌使用。有很多国旗上的标志或图案也是圆标。

## 圓標的实际应用

### 国徽

#### 现行国徽

中華民國國徽
中华人民共和国国徽
美國國徽（正面）
美國國徽（背面）
巴拉圭国徽（正面）
巴拉圭国徽（背面）
吉爾吉斯斯坦國徽
哈薩克斯坦國徽
孟加拉國國徽
不丹国徽
東帝汶國徽
馬里國徽
衣索比亞國徽
馬達加斯加國徽
科摩羅國徽
厄立特里亞國徽
盧旺達國徽
薩摩亞國徽
馬紹爾群島國徽
密克羅尼西亞聯邦國徽
纽埃国徽
伯利兹国徽
南奥塞梯国徽
阿尔察赫国徽
索马里兰国徽
耶姆特兰共和国國徽
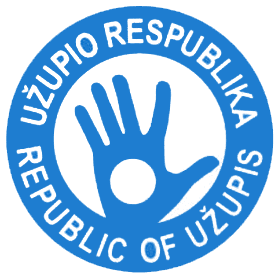
對岸共和國國徽
亞特蘭蒂姆帝國國徽

#### 历史国徽

中華蘇維埃共和國國徽
美利堅聯盟國國徽
德意志民主共和国国徽
缅甸国国徽
老撾王國國徽
边那巴多共和国国徽
南马鲁古共和国国徽
阿富汗民主共和国国徽
亞塞拜然民主共和國國徽
自由印度国徽
柬埔寨过渡时期联合国权力机构国徽
他加祿主權國（英语：Sovereign Tagalog Nation）國徽
波斯帝國國徽
伊奇克里亚车臣共和国国徽
布哈拉人民苏维埃共和国国徽
埃塞俄比亚人民民主共和国国徽
巴纳特共和国国徽
马尔加什共和国国徽
比利时合众国国徽
德克萨斯共和国国徽
巴西王国国徽
希腊第一共和国国徽
俄罗斯苏维埃联邦社会主义共和国国徽
格魯吉亞蘇維埃社會主義共和國國徽
拉脫維亞蘇維埃社會主義共和國國徽
亚美尼亚苏维埃社会主义共和国国徽
塞席爾國徽（曾用）
土库曼斯坦国徽（曾用）

### 其他政区徽章

香港特别行政区区徽
澳门特别行政区区徽
阳新县县徽（中華民國大陸時期）
臺灣省省徽
福建省省徽
新北市市徽
桃園市市徽
澎湖縣縣徽
臺中市市徽
新潟縣縣徽
京都市市徽
福井縣縣徽
長野縣縣徽
岐阜縣縣徽
沖繩縣縣徽
鳥取市市徽
仁川廣域市市徽
光州廣域市市徽
華盛頓哥倫比亞特區區徽
華盛頓州州徽
新墨西哥州州徽
洛杉磯市徽
美屬薩摩亞徽章
北馬里亞納群島徽章
法屬波利尼西亞徽章
韃靼斯坦共和國國徽
阿迪格共和國國徽（英语：Coat of arms of Adygea）
塞族共和國國徽

### 個人徽章

日本皇室家紋
秋篠宮家紋
三笠宮家紋
高圓宮家紋
長宗我部氏家紋
千葉氏家紋
五島氏家紋
浅野氏家紋
德川氏家紋
蠣崎氏家紋
北夷島總督印
美治琉球列島高級專員徽章
美國總統徽章（英语：Seal of the President of the United States）
美國副總統徽章（英语：Seal of the Vice President of the United States）
美國參議院署理議長徽章
美國眾議院議長徽章
菲律賓總統徽章（英语：Seal of the President of the Philippines）
菲律賓副總統徽章（英语：Seal of the Vice President of the Philippines）
大韓民國總統徽章
剛果民主共和國總統徽章
吉爾吉斯斯坦總統徽章
奈及利亞總統徽章
加納總統徽章
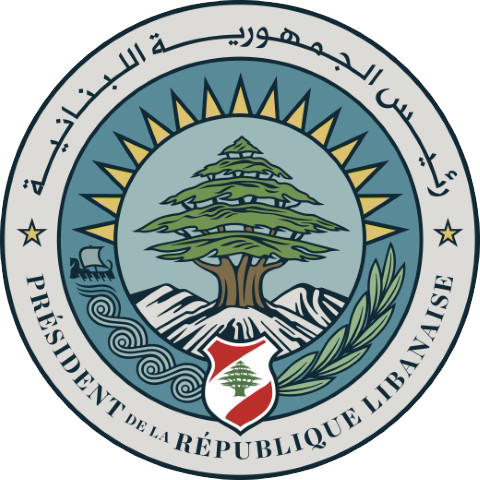
黎巴嫩總統徽章
科索沃總統徽章
泰國首相徽章
土耳其總理徽章
俄羅斯聯邦武裝部隊最高統帥徽章

### 黨徽

中國國民黨黨徽
勇武前綫黨徽
朝鮮社會民主黨黨徽
俄羅斯復興黨黨徽
俄罗斯联邦共产党黨徽
俄罗斯全民联盟党徽
蒙古绿党党徽
國民生活第一黨徽
人民國家力量黨黨徽
进步共和党党徽
國家革新聯盟党徽
五星運動黨徽
自由聯盟（英语：Die Freiheitlichen）黨徽
贝尔克党（英语：Belco Party）党徽
維基解密黨黨徽
工作家庭黨黨徽
民族自治党党徽
新生力量（西班牙语：Nueva Fuerza）党徽
人道哥伦比亚党徽
格鲁吉亚梦想－民主格鲁吉亚党徽
进步联邦党黨徽
金色黎明黨黨徽
奧地利鄉村同盟黨徽
自由国民党党徽
統一民主左翼黨徽
公民行动党党徽
联盟－冰岛社会民主党党徽
共和黨黨徽

### 議會徽章

中華民國國民大會會徽
美國國會會徽
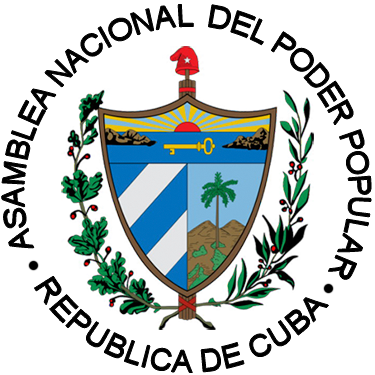
全國人民政權代表大會會徽
最高人民會議會徽
大韓民國國會會徽
菲律賓參議院院徽
菲律賓眾議院院徽
泰國國會會徽
馬來西亞國會會徽
貝寧國民議會會徽
湯加立法會會徽
爱尔兰国会会徽
塞舌爾國民議會會徽
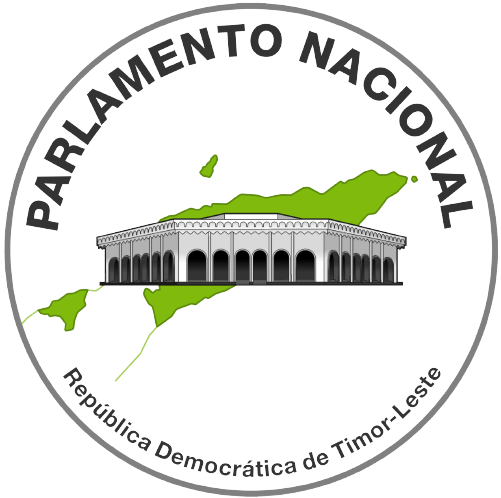
東帝汶國民議會會徽
丹麥議會會徽
伊斯蘭議會會徽
波多黎各立法議會會徽
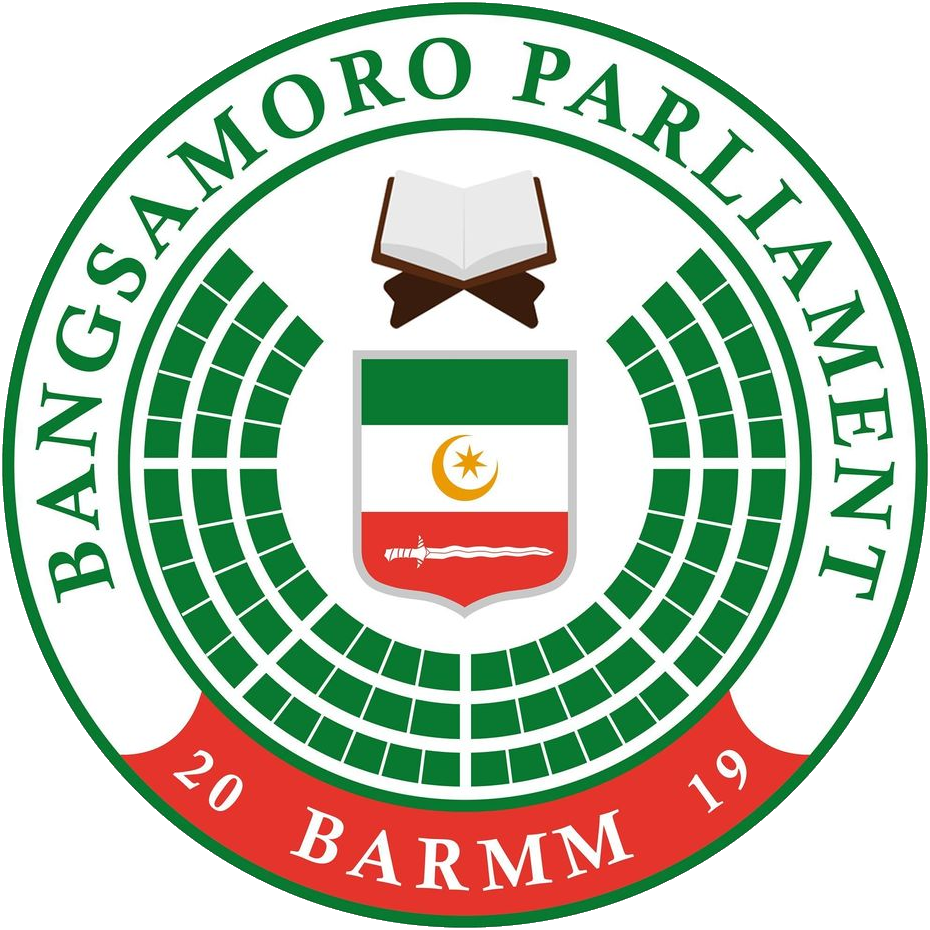
邦薩摩洛議會會徽
土耳其製憲會議（英语：Constituent Assembly of Turkey）會徽
墨西哥參議院院徽
墨西哥眾議院院徽
下加利福尼亞州議會（西班牙语：Congreso del Estado de Baja California）會徽
索諾拉州議會（西班牙语：Honorable Congreso del Estado de Sonora）會徽
索馬里蘭長老院（日语：長老院 (ソマリランド)）院徽
尼日利亞眾議院院徽
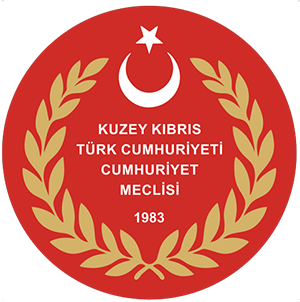
北塞浦路斯議會會徽
中美洲議會會徽
各國議會聯盟盟徽

### 政府徽章

汪精衛政府徽章
臺灣總督府徽章
中華人民共和國海事局局徽
澳門環境保護局局徽
上海公共租界工部局徽
中華民國勞動部部徽
中華民國財政部部徽
中華民國衛生福利部徽
中華民國經濟部水利署署徽
中華民國衛生福利部中央健保署署徽
財政部關務署徽章 (兼海關徽)
美国国务院徽
美國中央情報局局徽
美国国家海洋和大气管理局局徽
墨西哥聯邦政府（英语：Federal government of Mexico）徽章
希臘政府徽章
朝鮮總督府徽章
日本外務省徽章
日本內務省徽章
韓國國家情報院院徽
首爾特別市廳徽章
阿曼宗教基金和宗教事务部（英语：Ministry of Endowments and Religious Affairs (Oman)）部徽
菲律賓國家電信委員會（英语：National Telecommunications Commission）會徽
德國聯邦憲法保衛局局徽
芬蘭安全調查局（英语：Safety Investigation Authority）局徽
克羅地亞內政部（英语：Ministry of the Interior (Croatia)）部徽
柬埔寨法院特別法庭法徽
俄羅斯聯邦稅務局（俄语：Федеральная налоговая служба）局徽

### 軍徽

中華民國國防部徽章
中華民國海軍軍徽
中華民國空軍軍徽
中華民國警察警徽
北洋軍空軍軍徽
美國陸軍軍徽
美國陸軍航空軍軍徽
美國空軍軍徽
美國海軍軍徽
美國海軍陸戰隊隊徽
格魯烏特種部隊隊徽
納粹黨衝鋒隊隊徽
東德人民軍軍徽
東德人民軍陸軍軍徽
東德邊防軍軍徽
東德人民警察警徽
朝鲜人民军軍徽
朝鮮人民軍陸軍軍徽
朝鮮人民軍海軍軍徽
朝鲜人民军航空与反航空军軍徽
丹麥特種作戰司令部（英语：Special Operations Command (Denmark)）部徽
丹麥征兵委員會（丹麦语：Værnepligtsrådet）會徽
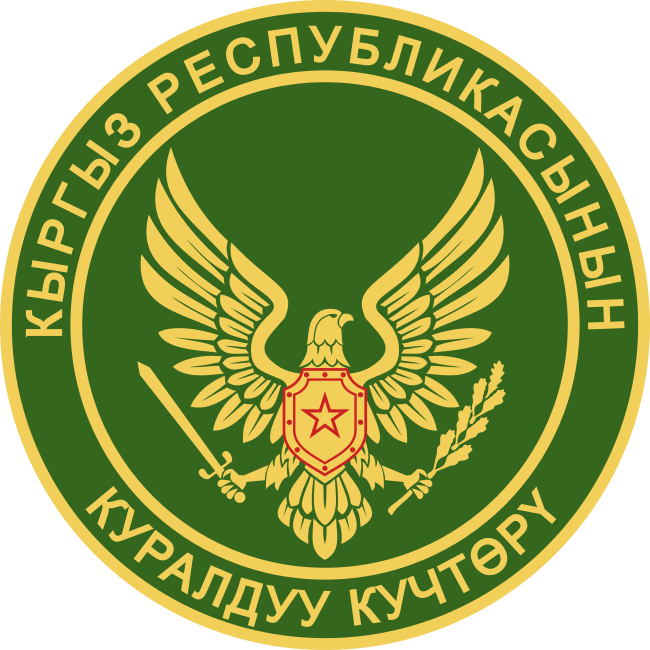
吉尔吉斯斯坦武裝力量軍徽
阿聯酋軍隊軍徽
阿聯酋空軍（英语：United Arab Emirates Air Force）軍徽
汶萊皇家空軍（日语：ブルネイ王国空軍）軍徽
汶萊皇家警察（英语：Royal Brunei Police Force）警徽
沙烏地阿拉伯武裝部隊軍徽
孟加拉國武裝部隊軍徽
墨西哥特種部隊軍團團徽
菲律賓陸軍軍徽
菲律賓空軍軍徽
菲律賓海巡署署徽
駐阿富汗國際維和部隊隊徽
地球統合宇宙軍軍徽

### 銀行徽章

亞洲基礎設施投資銀行行徽
环球银行金融电信协会会徽
中華民國中央銀行行徽
台灣銀行行徽
臺灣土地銀行行徽
玉山銀行行徽
美國聯邦儲備系統行徽
印度儲備銀行行徽
泰國銀行行徽
哈薩克斯坦共和國國家銀行行徽
匈牙利國家銀行行徽
波蘭國家銀行行徽
愛沙尼亞銀行行徽
玻利維亞中央銀行（西班牙语：Banco Central de Bolivia）行徽
阿根廷中央銀行行徽
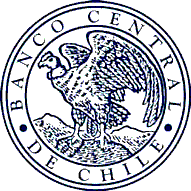
智利中央銀行行徽
哥倫比亞共和國銀行（日语：コロンビア共和国銀行）行徽
土耳其共和國中央銀行行徽
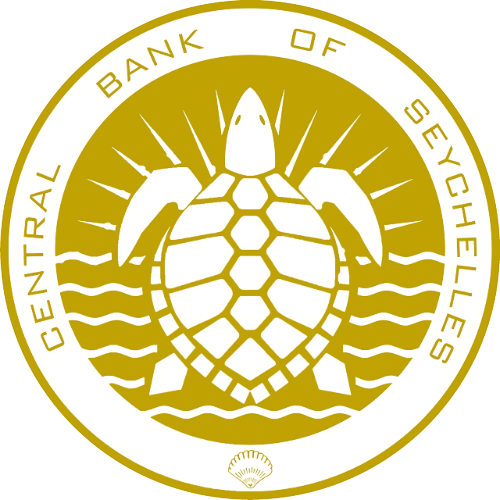
塞席爾中央銀行（英语：Central Bank of Seychelles）行徽
阿富汗中央银行行徽
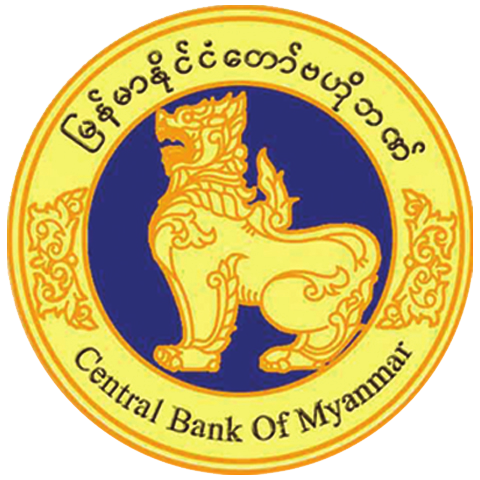
缅甸中央银行行徽
印度國家銀行行徽
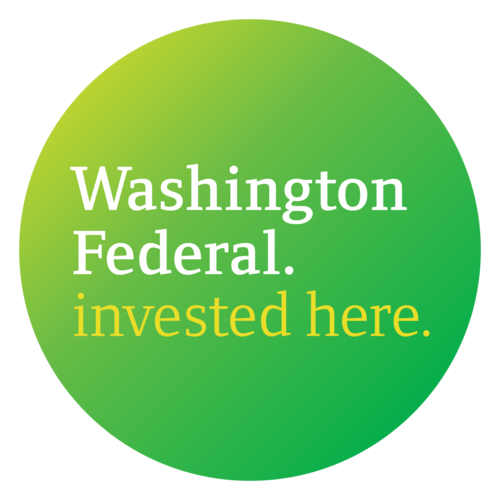
華盛頓聯邦儲蓄（英语：Washington Federal）行徽
墨西哥外貿銀行（西班牙语：Banco Nacional de Comercio Exterior）行徽
科摩西亚尔纳银行行徽
南非聯合銀行（德语：Absa Group Limited）行徽
拉菲丁銀行（英语：Rafidain Bank）行徽

### 水陸交通相關標誌

中华人民共和国公路徽
北京地铁标志
天津地铁标志
青島公交集團商標
中華民國交通部公路局局徽
臺灣鐵路路徽
長榮海運標誌
倫敦地鐵標誌
倫敦地上鐵標誌
倫敦巴士標誌
紐約大都會運輸署標誌
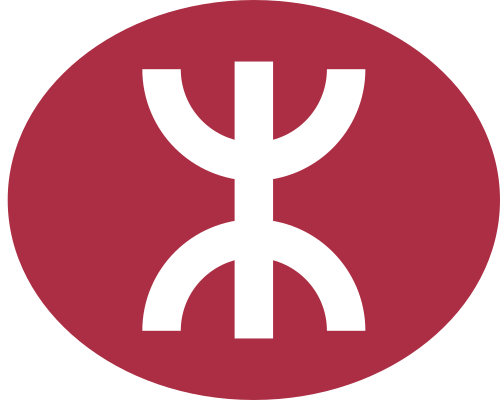
港鐵公司標誌
香港電車標誌
天星小輪有限公司標誌
聖路易斯輕軌標誌
近畿日本鐵道標誌
IR石川鐵道標誌
常陸那珂海濱鐵道標誌
秩父鐵道標誌
橫濱市營地下鐵標誌
一畑電車標誌
朝鲜民主主义人民共和国铁道省徽章
里約熱內盧地鐵標誌
布宜諾斯艾利斯地鐵標
匹兹堡轻轨標誌
德里地鐵標誌
墨西哥城城際鐵路（西班牙语：Tren Suburbano）路徽
德意志國鐵路路徽
柏林城市快鐵標誌
曼谷快速公交系统标志
雅典地鐵標誌
Ouigo標誌
聖保羅市區交通都會公司（葡萄牙语：Empresa Metropolitana de Transportes Urbanos de São Paulo）商標
海洋之星郵輪（英语：Ocean Star Cruises）標誌

### 航空航天相关标志

中國航空商標
中央航空商標
亚洲航空商标
亞航飛龍航空商標
泛美航空商标
澳洲航空商标（曾用）
酷航商標
桑德航空（德语：Sundair）商标
中非航空（英语：Central African Airways）商标
奥古斯塔地区机场（英语：Augusta Regional Airport）标志
NASA徽章
NASA標誌
歐洲空間局局徽
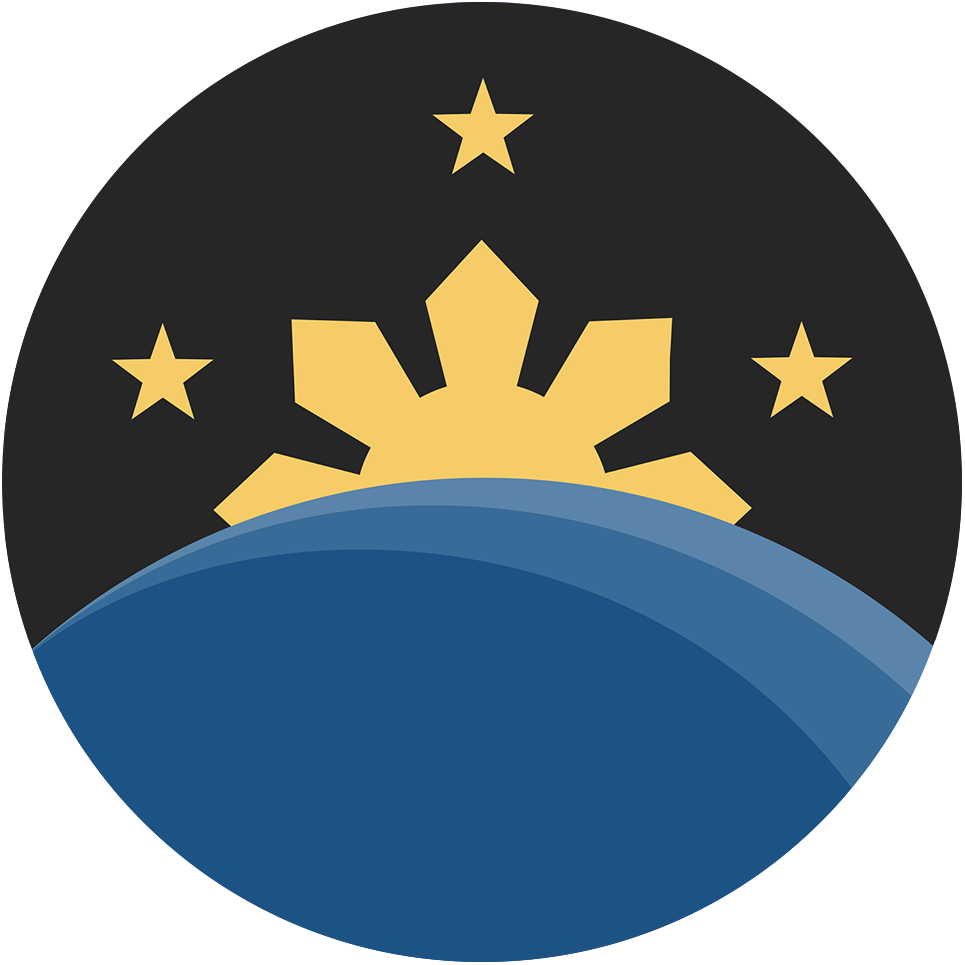
菲律賓航天局（英语：Philippine Space Agency）局徽
烏克蘭國家航天局局徽
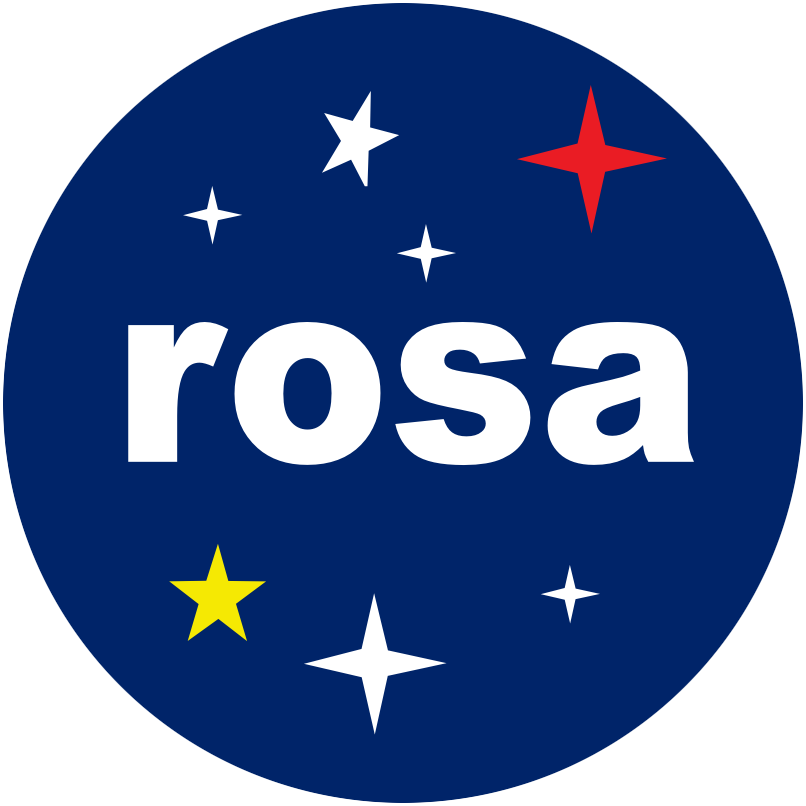
羅馬尼亞航天局局徽
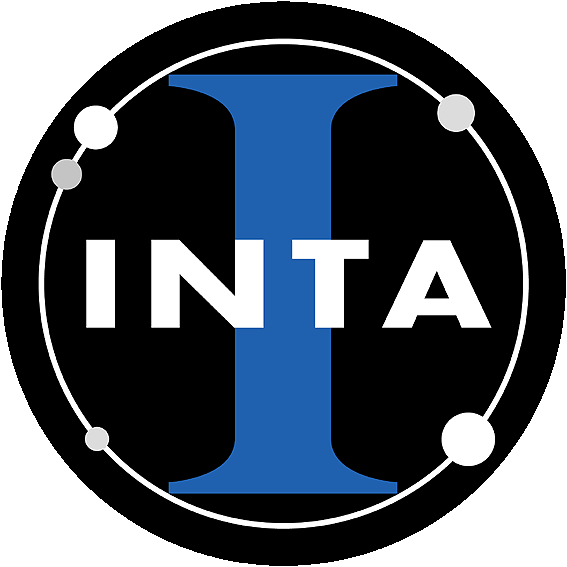
西班牙国家太空科技研究所所徽
肯尼迪太空中心标志
联盟TMA-1标志
美國聯邦航空管理局局徽
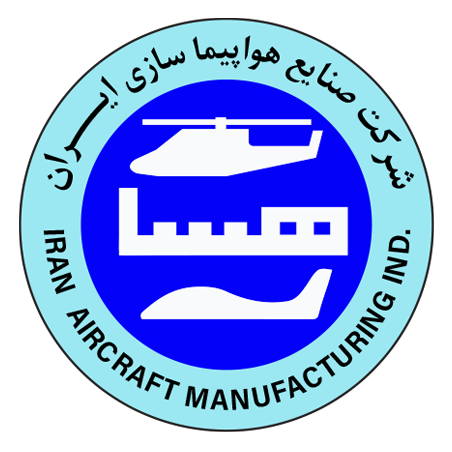
伊朗飛機製造工業公司商標
川西飛機（日语：川西航空機）商標
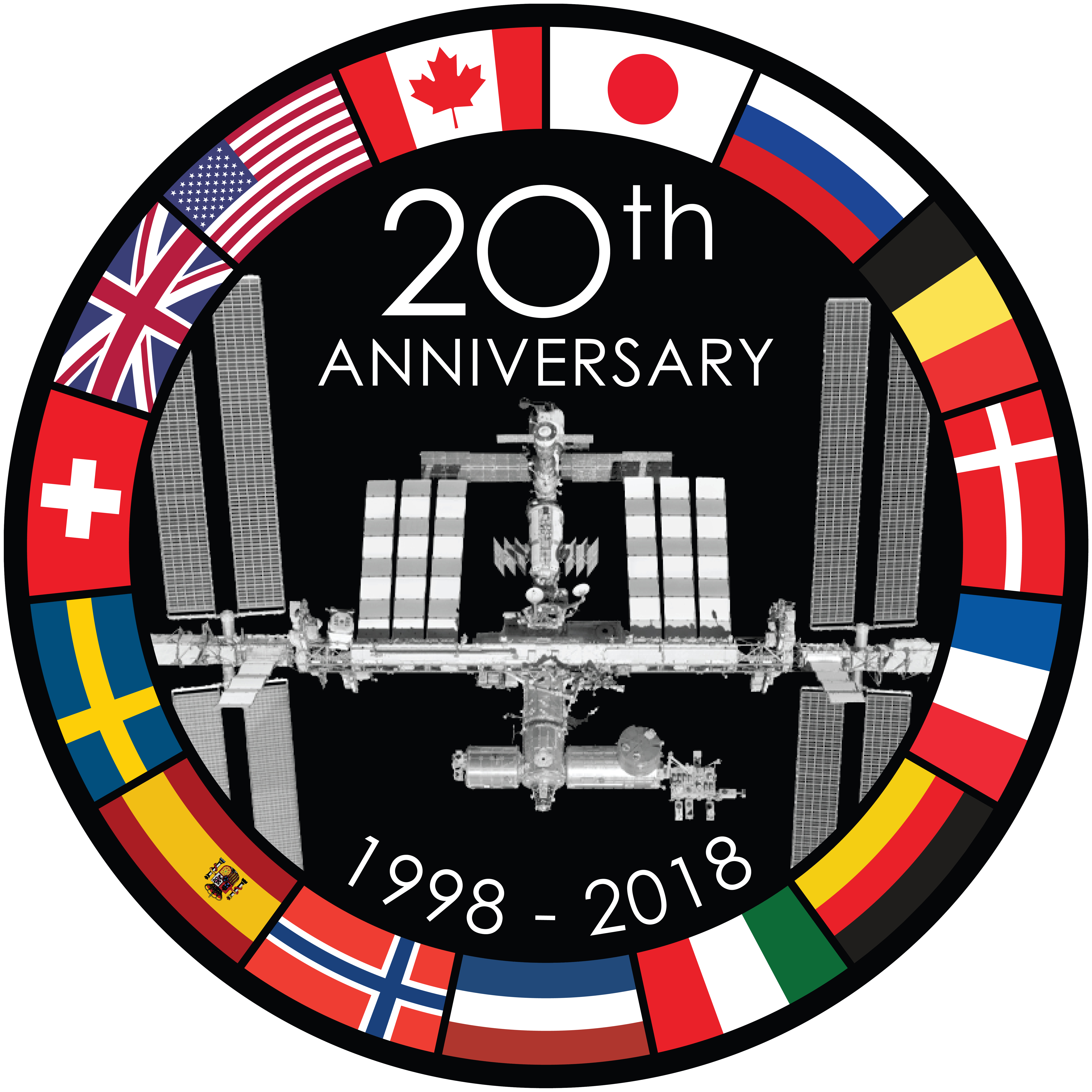
國際空間站20週年紀念標誌
國際空間站20週年紀念標誌
遠征20（日语：第20次長期滞在）徽標
遠征39（日语：第39次長期滞在）徽標
远征67徽标
遠征68徽標

### 廣播電視相關標誌

民間全民電視公司台標
哥倫比亞廣播公司台標
美國廣播公司台標
加拿大廣播公司台標
特纳电视网台标
联合派拉蒙电视网台标
巴西環球電視網台標（1976年至2008年）
巴西環球電視網台標（2008年-至今）
環球兒童臺（英语：Universal Kids）台標
法羅群島廣播公司（英语：Kringvarp Føroya）台標
秘魯國家廣播電台（西班牙语：Radio Programas del Perú）台標
德國電視一台台徽
马卡电台（法语：Radio Marca）台标
音樂多多頻道（法语：Much (chaîne de télévision)）台標
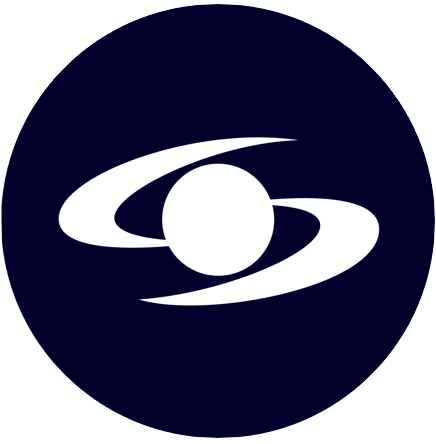
卡拉科爾電視台台標
保加利亞新電視台台標
西班牙第五電視台台標
Boing（英语：Boing (Spanish TV channel)）台標
C8台標
Mir台标
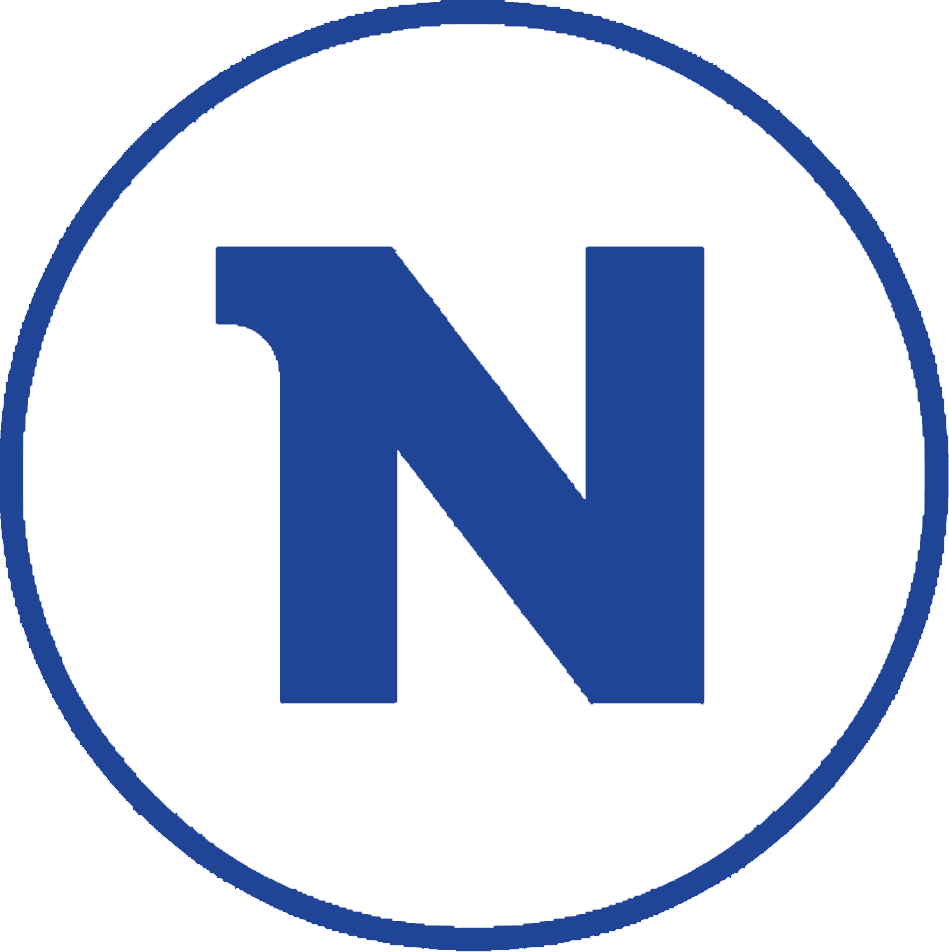
泰國國家電視台台標
SBS 6台標
《吉米·法伦今夜秀》標誌
《神勇法醫官（英语：Quincy, M.E.）》標誌
《飛越比佛利》標誌
《案例编号XY……未解决（英语：Aktenzeichen XY… ungelöst）》標誌
《24小時電視 「愛心救地球」》標誌
《笑園漫畫大王》標誌
《亞人醬有話要說》標誌

### 其他公司商标

天津碱厂商标
中華郵政商標
臺灣金融控股商標
臺灣糖業公司商標
BMW商标
賓士商標
大众汽车商标
日產汽車商標
AT&T商标
LG集團商標
Facebook商標
惠普商標
戴爾商標
通用電氣商標
摩托羅拉商標
贝尔系统商标
Opera Software商標
Safari商標
Google Chrome商標
百事可樂商標
Naenara商標
科洛姆纳工厂商標
Mozilla Firefox商標（法语：Logos de Mozilla Firefox）
目標百貨商標
松坂屋商標
日本哥倫比亞商標
Lift London商標
摩爾多瓦郵政商標

### 校徽

北京大學校徽
復旦大學校徽
厦门大学校徽
國立清華大學校徽
京都大學校徽
九州大學校徽
韓國中央大學校徽
弘益大學校徽
首爾市立大學校徽
圆光大学校徽
菲律賓大學校徽
北蘇門答臘大學（英语：University of North Sumatra）校徽
米蘭理工大學校徽
查理大學校徽
霍恩海姆大學校徽
马德里卡洛斯三世大学校徽
斯圖加特大學校徽
威斯康星大学麦迪逊分校校徽
藝術中心設計學院院徽
南太平洋大學校徽
罗彻斯特理工学院院徽
欧洲研究型大学联盟徽章
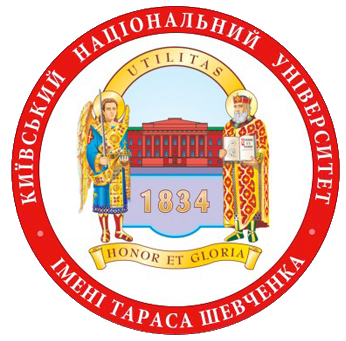
基辅大学校徽

### 教育、科學及文化組織標誌

中國文化遺產標誌
國家圖書館館徽
國立臺灣史前文化博物館徽標
中部科學園區徽標
南部科學園區徽標
日本學士院院徽
世界遺產標誌
世界記憶計劃標誌
阿尔巴尼亚科学院院徽
印度尼西亞國家圖書館徽標
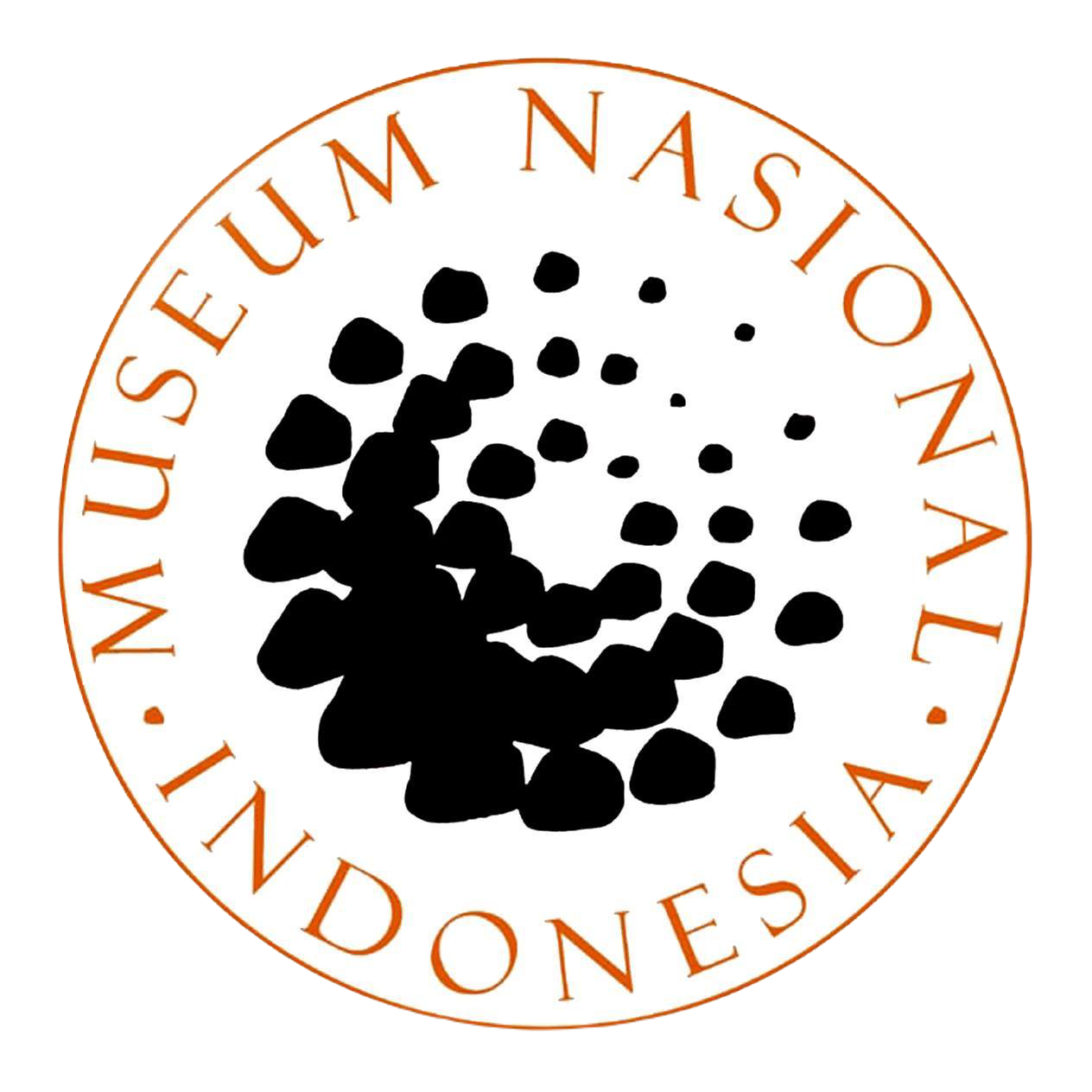
印度尼西亚国家博物馆徽标
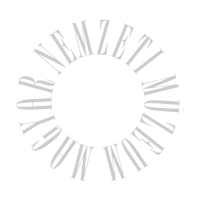
匈牙利國家博物館徽標
索馬里蘭國家博物館（英语：National Museum of Somaliland）徽標
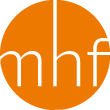
克拉科夫攝影史博物館（英语：Museum of the History of Photography, Kraków）徽標
國際錢幣俱樂部博物館（俄语：Музей Международного нумизматического клуба）徽標
烏茲別克斯坦地方博物館（俄语：Рузский краеведческий музей）徽標
烏克蘭國家歷史圖書館（乌克兰语：Національна історична бібліотека України）徽標
地平說學會會徽
科學家為未來（英语：Scientists for Future）徽標

### 體育組織標誌

國家奧林匹克委員會聯盟（英语：Association of National Olympic Committees）盟徽
聽障奧林匹克運動會會徽
2018年冬奧會俄羅斯運動員代表團團徽
美國奧林匹克委員會會徽
智利奧林匹克委員會會徽
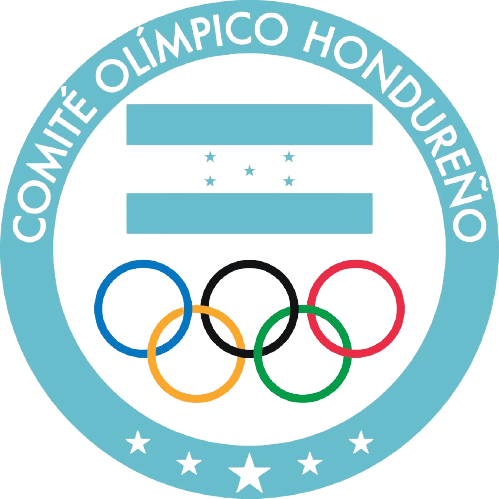
宏都拉斯奧林匹克委員會會徽
世界空手道聯盟盟徽
國際滑冰聯盟盟徽
國際山嶽聯盟盟徽
東南亞運動會會徽
國家大學體育協會會徽
愉園體育會會徽
維也納迅速體育會會徽
德累斯顿体育俱乐部部徽
拜仁慕尼黑足球俱乐部隊徽
義大利國家足球職業聯盟（意大利语：Lega Nazionale Professionisti）盟徽（曾用）
讀賣巨人隊徽
芝加哥小熊隊徽
奧克蘭運動家隊徽
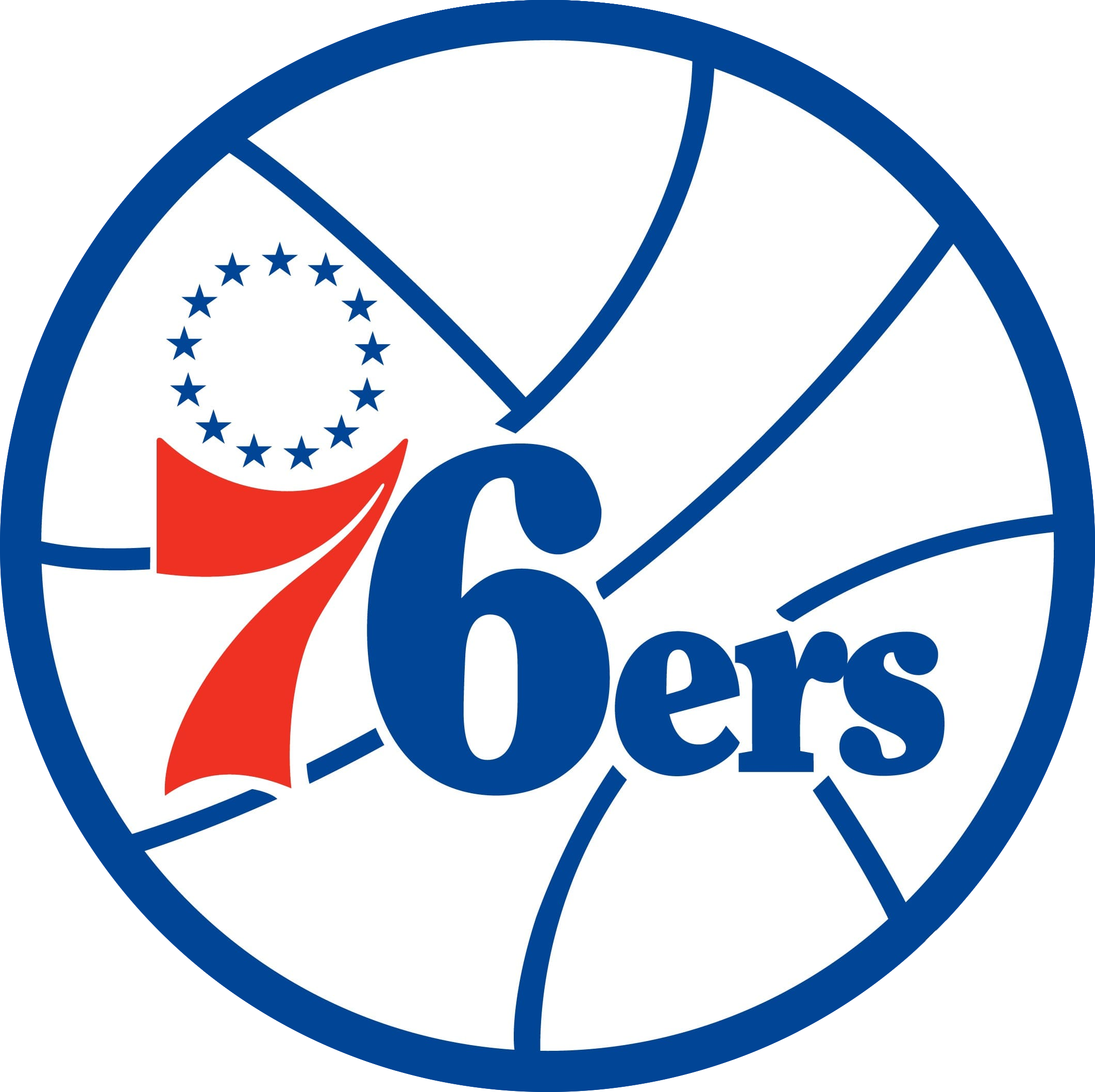
費城76人隊徽
聖迭戈教士隊徽
匹茲堡鋼人隊徽
藍十字隊徽
德國冰球聯合會（德语：Deutscher Eishockey-Bund）會徽
極真會館徽章
Team SoloMid隊徽
Team Envy（日语：Team Envy）隊徽

### 國際組織標誌

聯合國徽章
聯合國糧食及農業組織會徽
第一国际会徽
紅十字國際委員會標誌
共產國際會徽
国际共产主义潮流会徽
世界产业工人会徽
世界贸易组织会徽
國際電信聯盟會徽
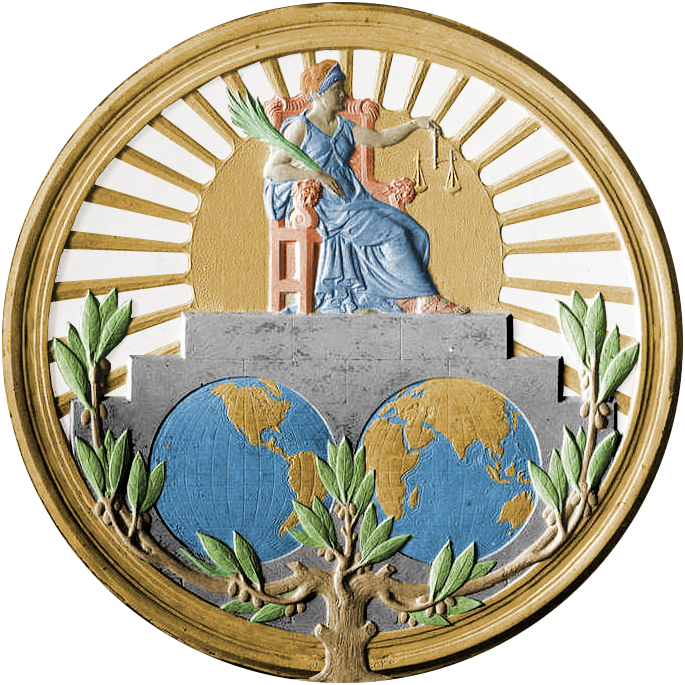
國際法院院徽
常设仲裁法院院徽
國際自然保護聯盟盟徽
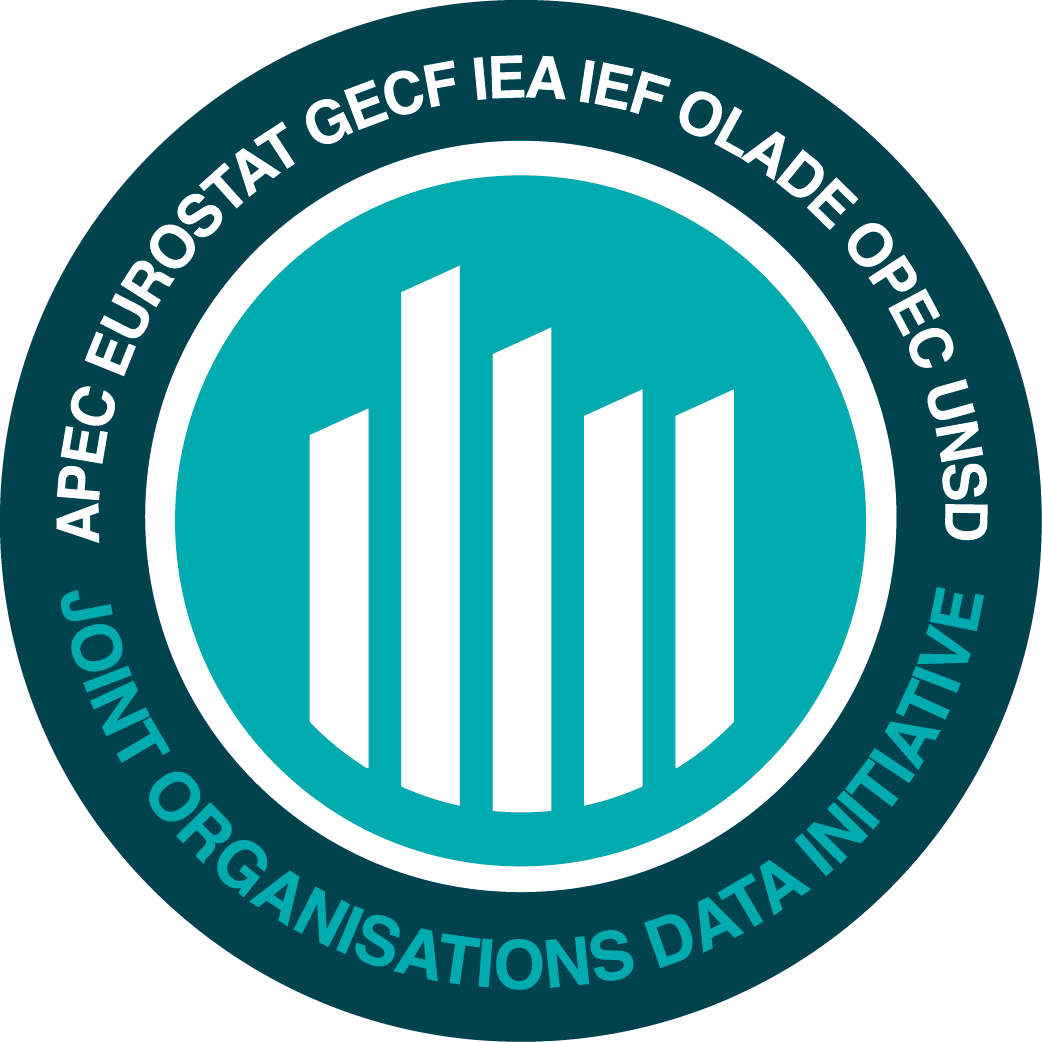
联合组织数据倡议（英语：Joint Organisations Data Initiative）会徽
歐洲聯盟盟徽
独立国家联合体会徽
獨聯體經濟法院（俄语：Экономический суд СНГ）院徽
北約標準化局（乌克兰语：Агентство стандартизації НАТО）局徽
北歐理事會會徽
無代表國家和民族組織會徽
法语国家及地区国际组织會徽
葡萄牙語國家共同體會徽
美洲國家組織會徽
海湾阿拉伯国家合作委员会會徽
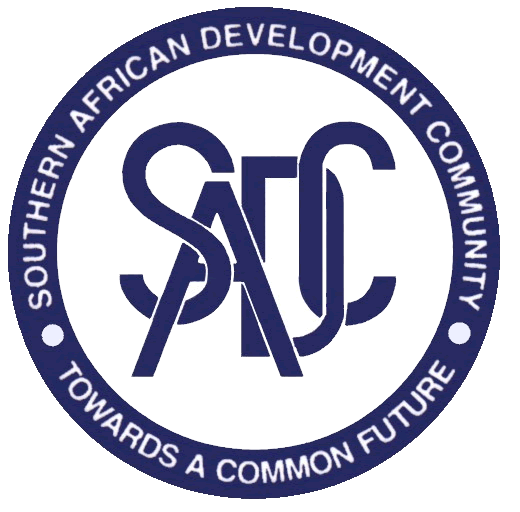
南部非洲发展共同体徽
集体安全条约组织會徽
國際新聞工作者協會徽
棄用煤炭發電聯盟（日语：脱石炭国際連盟）盟徽

### 其他标志

維基媒體基金會標誌
維基百科標誌
維基文庫標誌
元維基標誌
版權符號
和平符號
圈兒A
太極圖
所羅門之印（英语：Seal of Solomon）
凯尔特十字
地球標誌
卍字圓標
卍字圓標（變體）
黑太陽標誌
日本產業規格標誌
亂鬥球
MIT/GNU Scheme標誌
世界公民标志
克里米亞韃靼人徽章
阿非利卡人抵抗运动徽
天帝教教徽
德教教徽
统一教教徽
斯洛文尼亚道教太和宫标志
匿名戒酒會會徽
香港房屋协会会徽
美國全國婦女組織（英语：National Organization for Women）會徽
安德烈亞斯園丁基金會（英语：Andreas Gärtner-Stiftung）會徽